# Leslie Nielsen
Leslie Nielsen (Regina, Saskatchewan, Canadà, 11 de febrer de 1926 - Fort Lauderdale, Florida, Estats Units, 28 de novembre de 2010) va ser un actor i humorista canadenc, conegut principalment pels seus papers a les pel·lícules Airplane!, The Naked Gun i les seqüeles d'aquesta.
Va morir a l'hospital de Fort Lauderdale a causa de complicacions de la pneumònia que patia.

## Biografia
Nielsen va néixer l'11 de febrer de 1926 a Regina (Saskatchewan), fill de Mabel Elizabeth, una immigrant gal·lesa de Fulham (Londres), i d'Ingvard, un agent de la Policia Muntada del Canadà d'origen danès. El seu pare colpejava la seva dona i els nens, cosa que va fer que Nielsen volgués fugir.
El germà gran de Leslie, Erik (1924-2008), va ser viceprimer ministre del Canadà durant la dècada del 1980. Jean Hersholt, el seu mig oncle, va inspirar Leslie per a convertir-se també en actor.
Nielsen va passar diversos anys visquent a Fort Norman (ara Tulita), als Territoris del Nord-oest. Després de graduar-se al Victoria Composite High School d'Edmonton Nielsen es va allistar a les forces aèries canadenques i va servir d'artiller aeri durant l'última part de la Segona Guerra Mundial.
Va treballar breument com a discjòquei en una emissora de ràdio de Calgary (Alberta), abans de matricular-se en l'Acadèmia Lorne Greene d'arts radiofòniques, a Toronto. Mentre era allà, Nielsen va rebre una beca per al Neighborhood Playhouse, de manera que es va traslladar a Nova York per estudiar-hi teatre i música, mentre feia funcions teatrals a l'estiu. Més tard va anar a l'Actors Studio, fins a fer la seva primera aparició en televisió el 1948 en un episodi de Studio One, al costat de Charlton Heston.

## Carrera professional
Nielsen va començar la seva carrera interpretant papers dramàtics a la televisió en el que es coneix com a «l'Edat d'Or de Televisió», i va narrar amb la seva veu inconfusible diversos documentals i anuncis. El 1956 va fer el seu debut cinematogràfic en el musical de Michael Curtiz The Vagabond King; malgrat que la pel·lícula no va ser un èxit de taquilla, Nielsen va cridar l'atenció del productor Nicholas Nayfack, qui li va oferir una audició per a un paper en la pel·lícula de ciència-ficció Forbidden Planet, cosa que va donar com a resultat un contracte de llarg termini amb Metro-Goldwyn-Mayer (MGM).
Forbidden Planet va esdevenir un èxit instantani, continuant amb papers en altres pel·lícules d'MGM com Ransom! (1956), The Opposite Sex (1956) i Hot Summer Night (1957). El mateix any va aconseguir el paper principal al costat de Debbie Reynolds en la comèdia romàntica Tammy and the Bachelor, que va fer que se'l comencés a considerar tant com a actor dramàtic com a protagonista romàntic guapo. No obstant això, insatisfet amb la qualitat de les pel·lícules que se li oferien, va deixar MGM després de fer un càsting per al paper de Mesala a Ben Hur, que es va donar finalment a Stephen Boyd.
Després de deixar els estudis, Nielsen va obtenir el paper protagonista en la minisèrie de Disney The Swamp Fox, com a Francis Marion, un heroi de la Guerra d'Independència dels Estats Units.
Les seves primeres aparicions en televisió inclouen papers en Alfred Hitchcock Presents, The Virginian, i The Wild Wild West. El 1961 va ser el protagonista d'un tens drama policial de Los Angeles anomenat The New Breed, i el 1968 va tenir un important paper en la pel·lícula pilot per a la popular sèrie policial Hawaii Five-0, apareixent més tard en un dels episodis; l'any següent va tenir el paper protagonista de la sèrie The Bold Ones: The Protectors, fent d'agent de policia.
El 1972 Nielsen va aparèixer com a capità del vaixell en l'èpica pel·lícula de catàstrofes L'aventura del Posidó. Abans de protagonitzar principalment papers còmics va interpretar a un alcalde corrupte a la pel·lícula canadenca de desastres City on Fire (1979), i el 1980 va ser l'estrella convidada a la minisèrie de western The Chisholms.
El paper secundari de Nielsen a la comèdia Airplane! (1980) va ser una fita important en la seva carrera. L'esperit de la pel·lícula, una paròdia de desastres dramàtics com Zero Hour! i Airport, es basa principalment en la construcció d'una comèdia al voltant d'actors que després van ser coneguts exclusivament pels seus papers dramàtics, com Robert Stack, Peter Graves, i Lloyd Bridges. Nielsen va ser la peça clau de la pel·lícula, mostrant una cara inexpressiva que contrasta amb la contínua absurditat que l'envolta.
Els directors, interessats en l'èxit de la comèdia, va decidir dur un estil similar a la televisió, i van assignar a Nielsen el paper principal en la seva nova sèrie, Police Squad!, on interpretava Frank Drebin, un oficial de policia estereotipat. La sèrie només va durar sis episodis, però Nielsen va rebre una nominació al Premi Emmy al millor actor de sèrie còmica.
Amb l'excepció d'Airplane!, Nielsen no havia estat conegut com a comediant. Els seus papers van seguir sent petits i esporàdics, com Prom Night (1980) i Creepshow (1982), ambdues pel·lícules de terror. El seu paper no còmic més recent va ser un cameo al drama judicial de Martin Ritt Nuts (1987), on com Allen Green, assassina Claudia Draper, interpretada per Barbra Streisand.
Sis anys després de la cancel·lació de Police Squad!, els seus directius van decidir fer-ne un llargmetratge, que es va anomenar The Naked Gun: From the Files of Police Squad! i amb la qual Nielsen va tornar a interpretar Frank Drebin. Aquest, de la mateixa manera que a la sèrie, semblava no adonar-se de l'absurditat que l'envoltava, tot i contribuir-hi de manera involuntària. La pel·lícula va tenir dues seqüeles: The Naked Gun 2½: The Smell of Fear (1991) i Naked Gun 33⅓: The Final Insult (1994).
Després d'això, Nielsen va interpretar uns quants personatges similars, però cap d'ells no va aconseguir destacar tant com Frank Drebin; la majoria d'aquestes pel·lícules emulaven l'estil de la saga The Naked Gun. Mentre aquesta parodiava els drames policials en general, les pel·lícules posteriors de Nielsen se centraven en objectius més específics. Repossessed (1990) i 2001: A Space Travesty (2001), paròdies de L'exorcista i 2001: una odissea de l'espai respectivament, van ser durament criticades; ambdues intentaven reproduir la comèdia de l'absurditat per la qual es reconeixia a Nielsen, però no van ser gaire ben rebudes. Fins i tot un paper principal a Dracula: Dead and Loving It, la paròdia dirigida per Mel Brooks no va generar tants ingressos com s'havien previst. Tant Spy Hard (1996) com Wrongfully Accused (1998), paròdies de les pel·lícules de James Bond i d'El fugitiu respectivament, van obtenir més popularitat en vídeo malgrat no ser gaire ben rebudes per la crítica.
El seu intent de fer comèdies infantils es va trobar amb més crítiques: Surf Ninjas (1993) i Mr. Magoo (1997) es van haver d'enfrontar amb comentaris mordaços.
El seu primer gran èxit en l'slapstick des de The Naked Gun va arribar-li amb Scary Movie 3 (2003), on hi tenia un paper secundari: el del president Harris; la seva interpretació va ser prou popular com per afegir-lo a la seqüela, Scary Movie 4 (2006). Aquesta va ser la primera vegada que repetia un personatge des de la seva aparició com Frank Drebin.
Fins i tot durant la seva vuitantena, Nielsen va continuar tenint una carrera activa i va realitzar papers seriosos a la pantalla i l'escenari, així com va aparèixer en anuncis i va gravar veus en off i va posar veu a dibuixos animats, entre d'altres.
El fet que ell i Erik Nielsen, ex-vice-primer ministre del Canadà, fossin germans va servir de premissa per a un fals documental de l'HBO titulat The Canadian Conspiracy en el qual Leslie Nielsen va aparèixer, juntament amb altres personalitats mediàtiques destacades d'origen canadenc.
El 2007 Nielsen va interpretar un petit paper com a metge a la sèrie de televisió Doctor*Ology, de Discovery Channel, i va protagonitzar el drama Music Within. L'any següent va fer una versió d'Oncle Ben a Superhero Movie, una paròdia de les pel·lícules de superherois, i va actuar a la paròdia An American Carol. Finalment, el 2009 va treballar a les paròdies Stan Helsing i Spanish Movie, una comèdia de terror de l'estil de Scary Movie.

## Vida personal
Nielsen es va casar en quatre ocasions: amb Monica Boyer (1950-1956), Alisande Ullman (1958-1973), amb qui va tenir dues filles (Maura i Thea), Brooks Oliver (1981-1983) i Barbaree Earl (de 2001 fins a la seva mort).
Patia sordesa, i va fer servir audiòfon quasi tota la seva vida. Per aquest motiu va donar suport al Better Hearing Institute, una ONG estatunidenca que pretén educar sobre la pèrdua auditiva i el seu tractament i prevenció.
El novembre de 2010 Nielsen va ingressar a l'Hospital de Fort Lauderdale (Florida) a causa d'una pneumònia. El dia 28 el seu nebot Doug va anunciar a l'emissora de ràdio CJOB que l'actor havia mort mentre dormia, a causa de les complicacions de la seva malaltia, acompanyat per familiars i amics.

## Filmografia

### Cinema
| - 1956: Ransom!: Charlie Telfer - 1956: Forbidden Planet: Comandant John J. Adams - 1956: The Vagabond King: Thibault - 1956: The Opposite Sex: Steve Hilliard - 1957: Hot Summer Night: William Joel Partain - 1957: Tammy and the Bachelor: Peter Brent - 1958: The Sheepman: Coronel Stephen Bedford/Johnny Bledsoe - 1964: See How They Run: Elliot Green - 1964: Night Train to Paris: Alan Holiday - 1965: Dark Intruder: Brett Kingsford - 1965: Harlow: Richard Manley - 1966: The Plainsman: Coronel George Armstrong Custer - 1966: Beau Geste: Tinent De Ruse - 1967: Code Name: Heraclitus: Fryer - 1967: The Reluctant Astronaut: Major Fred Gifford - 1967: Gunfight in Abilene: Grant Evers - 1967: Rosie!: Cabot Shaw - 1968: How to Steal the World: General Maximilian Harmon - 1968: Counterpoint: Victor Rice - 1968: Dayton's Devils Frank Dayton - 1968: Companions in Nightmare: Dr. Neesden - 1969: Trial Run: Jason Harkness - 1969: Deadlock: Tinent Sam Danforth - 1969: How to Commit Marriage: Phil Fletcher - 1969: Change of Mind: Xèrif Webb - 1970: Night Slaves: Xèrif Henshaw - 1970: The Aquarians: Oficial - 1970: Hauser's Memory Joseph Slaughter - 1971: Incident In San Francisco: Tinent Brubaker - 1971: Four Rode Out: Mr. Brown - 1971: They Call It Murder Frank Antrim - 1972: L'aventura del Posidó (The Poseidon Adventure): Captain Harrison - 1973: ...And Millions Die!: Jack Gallagher - 1973: Snatched: Bill Sutting - 1973: Amanda Fallon: Mr. Cummings - 1973: The Return Of Charlie Chan Alexander Hadrachi - 1975: Can Ellen Be Saved: Arnold Lindsey - 1975: Threshold: The Blue Angels Experience: narrador - 1976: Grand Jury: John Williams - 1976: Project Kill: Jonathan Trevor - 1976: Brinks: The Great Robbery: Agent Norman Houston - 1977: Sixth and Main: John Doe - 1977: Day of the Animals: Paul Jenson - 1977: Viva Knievel!: Stanley Millard - 1977: The Kentucky Fried Movie: Home a la pel·lícula Feel-O-Rama (no surt als crèdits) - 1977: La presa d'Amsterdam (The Amsterdam Kill): Riley Knight - 1978: Little Mo: Nelson Fisher - 1979: Institute for Revenge: Conseller Hollis Barnes - 1979: The Albertans: Don MacIntosh - 1979: Riel: Major Crozier - 1979: City on Fire: Alcalde William Dudley - 1980: OHMS: Governador - 1980: Airplane!: Dr. RumackFirst - 1980: Prom Night: Mr. Raymond Hammond | - 1981: A Choice of Two: Desconegut - 1982: Twilight Theater: Diversos personatges - 1982: Foxfire Light: Reece Morgan - 1982: Objectiu mortal (Wrong Is Right): Mallory - 1982: Creepshow: Richard Vickers - 1983: Prime Time: Desconegut - 1983: The Night the Bridge Fell Down: Paul Warren - 1983: Cave-In!: Joseph 'Joe' Johnson - 1983: The Creature Wasn't Nice (Spaceship): Capità Jamieson - 1985: Murder Among Friends: Desconegut - 1985: Reckless Disregard: Bob Franklin - 1985: Blade in Hong Kong: Harry Ingersoll - 1985: Striker's Mountain: Jim McKay - 1986: The Patriot: Almirall Frazer - 1986: Soul Man: Mr. Dunbar - 1987: Nightstick: Thad Evans - 1987: Nuts: Allen Green - 1987: Home Is Where The Hart Is: Xèrif Nashville Schwartz - 1988: Dangerous Curves: Greg Krevske - 1988: The Railway Dragon: Narrador - 1988: Agafa-ho com puguis (The Naked Gun: From the Files of Police Squad!): Tinent Frank Drebin - 1990: Reposseïda (Repossessed): Pare Jebedaiah Mayii - 1991: All I Want for Christmas: Santa Claus - 1991: Agafa-ho com puguis 2 1/2 (The Naked Gun 2½: The Smell of Fear): Tinent Frank Drebin - 1991: Chance of A Lifetime: Lloyd Dixon - 1993: Digger: Arthur Evrensel - 1993: Surf Ninjas: Coronel Chi - 1994: S.P.Q.R. 2000 e 1/2 anni fa: Lucio Cinico - 1994: Naked Gun 33⅓: The Final Insult: Tinent Frank Drebin - 1995: Mr. Willowby's Christmas Tree: Majordom de Willowby - 1995: Rent-a-Kid: Harry Haber - 1995: Mossega com puguis (Dracula: Dead and Loving It): Comte Dràcula - 1996: Spy Hard: Dick Steele, Agent WD-40 - 1997: Mr. Magoo: Mr. Magoo - 1998: Safety Patrol: Mr. Penn - 1998: Family Plan: Harry Haber - 1998: Harvey: Dr. Chumley - 1998: Wrongfully Accused: Ryan Harrison - 1999: Pirates 4D: Captain Lucky - 2000: Santa Who?: Santa Claus - 2000: 2001: A Space Travesty: Marshal Richard 'Dick' Dix - 2001: Camouflage: Jack Potter - 2001: Kevin of the North (Chilly Dogs): Clive Thornton - 2002: Men with Brooms: Gordon Cutter - 2003: Scary Movie 3: President Harris - 2003: Noël Noël: Narrador en anglès - 2006: Scary Movie 4: President Harris - 2007: Music Within: Bill Austin - 2008: Superhero Movie: Oncle Albert - 2008: An American Carol: Avi / Ell mateix - 2008: Slap Shot 3: The Junior League: Alcalde de Charlestown - 2009: Spanish Movie: Doctor - 2009: Stan Helsing: Kay - 2010: Slam I Am: Productor |

### Televisió
| - 1958-1961: Alfred Hitchcock Presents: Lloyd Ashley & DA Rudolph Cox (dos episodis) - 1959: The Swamp Fox: Coronel Francis Marion - 1960: Thriller: Alan Patterson (episodi "The Twisted Image") - 1961: The New Breed: Tinent Price Adams - 1963: Channing: Professor Paul Stafford (un episodi) - 1964: The Alfred Hitchcock Hour: Steven Grainger (un episodi) - 1964-1969: The Virginian: Ben Stratton (cinc episodis) - 1965: Peyton Place: Vincent and Kenneth Marham (twins) (19 episodis) - 1967: Bonanza: Xèrif Paul RowanOne episodi - 1969: The Bold Ones: The Protectors: Diputat Policia en cap Sam Danforth (7 episodis) - 1969-1974: Hawaii Five-O: Brent & Colonel Faraday (dos episodis) - 1971-1975: Columbo: Peter Hamilton & Geronimo (dos episodis) - 1971: Bearcats!: Coronel Ted Donovan (un episodi) - 1971: Night Gallery: Coronel Dennis Malloy (episodi "A Question of Fear") - 1973: M*A*S*H: Coronel Buzz Brighton (episodi "The Ringbanger") - 1973-1974: The Streets of San Francisco: Oficial Joe Landers, Inspector John T. Connor, Big Jake Wilson (tres episodis) - 1974: Cannon: Eric Strauss (un episodi) - 1974: Kojak: Michael Hagar (episodi "Loser Takes All") - 1975: Kung Fu: Vincent Corbino (quatre episodis) - 1975-1976: S.W.A.T.: Larry Neal/Vince Richie (tres episodis) | - 1979: Backstairs at the White House (minisèrie): Ike Hoover (tres episodis) - 1980: The Littlest Hobo: Mayor Chester Montgomery (episodi "Romiet and Julio") - 1982: Police Squad!: Detectiu Frank Drebin - 1984: Shaping Up: Buddy Fox - 1985-1986: S'ha escrit un crim (Murder, She Wrote): Capitans Daniels & David Everett (dos episodis) - 1988: Who's The Boss: Max - 1988: Day by Day: Jack Harper (un episodi) - 1992: The Golden Girls: Lucas Hollingsworth - 1994-1999: Due South: SergentBuck Frobisher (quatre episodis) - 1994-1996, 2001-2002: Katie and Orbie: Narrador - 1995: Mr. Willowby's Christmas Tree (especial de nadal): Mr. Willowby's Butler, Baxter - 2000: Santa Who? (telefilm): Santa Claus - 2001: Scrubs: transvestit (no surt als cèdits) - 2002: Liocracy: Terrence Brynne McKennie - 2004: Zeroman: Les Mutton/Zeroman - 2007: Lipshitz Saves the World: Lipshitz's mentor (episodi pilot) - 2007: Robson Arms: Cado Vasco |

## Premis i nominacions

### Nominacions
- 1982. Emmy al millor actor en sèrie còmica per Police Squad!.
- 1989. Emmy al millor actor convidat en sèrie còmica per Day by Day.